# Tappahannock
Tappahannock är administrativ huvudort i Essex County i Virginia. Vid 2010 års folkräkning hade Tappahannock 2 375 invånare.

## Kända personer från Tappahannock
- Chris Brown, sångare